# 스타니슬라프 부닌
스타니슬라프 스타니슬라보비치 부닌(러시아어: Станислав Станиславович Бунин, 1966년 9월 25일 ~ )은 러시아의 피아니스트이다.
1966년 모스크바에서 태어났다. 할아버지는 모스크바 음악원의 저명한 피아노 교수 겐리흐 네이가우스, 아버지는 당시의 유명한 피아니스트인 스타니슬라프 네이가우스이다. 그의 아버지와 어머니는 결혼하지 않은 상태에서 그를 낳았고, 그는 어머니 집안의 성씨를 물려받았다. 할아버지와 아버지의 피를 이어받은 그는, 어린 시절부터 피아노에 재능을 보였다. 1983년 프랑스의 롱티보 콩쿠르에서 1위를 차지한 데 이어, 1985년 폴란드 바르샤바의 쇼팽 국제 피아노 콩쿠르에서 19세의 나이로 1등을 하며 유명해졌다. 이 때 일본에는 NHK를 통해 그의 연주가 소개되면서 '부닌 피버'(Bunin Fever,ブーニン・フィーバー」)나 '부닌 현상'라는 말이 생길 정도로 클래식 음악 연주가로는 이례적인 인기를 모은 바 있다. 1988년 서독에서 거주했으며, 1989년에는 대한민국에서도 연주회를 열었다. 1989년 일본으로 건너가 영국 EMI 산하의 도시바 EMI(현 EMI 뮤직 재팬)와 계약하여 EMI에서 많은 음반을 출시하여 호평을 받았다. 그는 일본에 완전히 정착하여 일본인 여성과 결혼까지 했으며, 일본을 중심으로 연주 활동을 하고 있다. 쇼팽 콩쿠르 우승자 출신답게 쇼팽 전문가로 명성이 높으며, 그 외에 베토벤·슈만·바흐·모차르트 등도 즐겨 연주한다.

## 사생활
- 2013년 여름에 72세의 어머니가 돌아가신 후 10년 동안 공연 활동을 중단했었다.
- 2018년 집에서 넘어져 왼쪽 발목에 골절상을 당했다. 그 당시에 제1형 당뇨병에 따른 합병증으로 혈류 장애로 인한 괴저가 발생했었다. 그럼에도 자신의 발로 피아노 페달을 밟는 느낌을 잃고 싶지 않아 절단 수술을 거부하여 괴저 부위를 제거하고 상처를 봉합하는 대수술을 받았다.